# Protótipo de função
Um protótipo de função ou declaração de função, nas linguagens de programação C e C++, é uma declaração de uma função que omite o corpo mas especifica o seu nome, aridade, tipos de argumentos e tipo de retorno. Um protótipo de função pode ser entendido como a especificação da sua interface.
A definição da função, em contrapartida, é a estrutura que além de conter a as informações de interface aqui descritas, possui o corpo onde é especificado o que a função realiza,  O conceito de protótipo de função foi proposto originalmente na linguagem C++ e foi adotado posteriormente no padrão ANSI C da linguagem C.

## Exemplo
Como um exemplo, pode-se considerar o seguinte protótipo de função:
```
int fac(int n);
```

Este protótipo especifica que neste programa, existe uma função de nome "fac" que utiliza um único parâmetro  "n" que está declarado como tipo inteiro "int". A definição da função precisa ser disponibilizada para que a função possa ser utilizada.

## Usos

### Informando o compilador
Se a função não for declarada previamente e o seu nome ocorre em alguma expressão seguida de um parêntese ("( "), ela é declarada implicitamente como uma função sem nenhum argumento que retorna um int. Neste caso, quando a função é aplicada a algum argumento, o compilador não será capaz de realizar uma verificação, em tempo de compilação, dos tipos dos argumentos e da aridade. A impossibilidade de verificar o uso correto de uma função comumente implica a ocorrência de erros.
```
#include <stdio.h>
```

```
/*
 * Se o protótipo é disponibilizado, o compilador irá detectar o erro
 * na função main(). Se ele é omitido, o erro não será notificado.
 */

int fac(int n);
              /* Protótipo da função "fac" */
```

```
int 
main
()                   /* Chamada da função "main" */
{
    
printf
("%d\n", fac());   /* ERRO: falta um argumento na chamada de "fac" */
    return 0;
}
```

```
/*
 * Definição da função "fac"
 */
int fac(int n)               /* Chamada da função "fac" */
{
    if (n == 0) {
        return 1;
    }
    else {
        return n * fac(n - 1);
    }
}
```

A função "fac" espera que um argumento inteiro esteja na sua pilha de execução quando é chamada. Se o protótipo é omitido, o compilador não terá como garantir a presença do argumento e a função "fac" acabará operando sobre algum outro dado existente na pilha (possivelmente um código de retorno) ou um valor de alguma variável que não está no escopo corrente. Incluindo o protótipo da função, o programador informa ao compilador que a função "fac" obtém um inteiro como argumento e permite que o compilador avise a ocorrência desse tipo de erro.

### Criação de interfaces de biblioteca
Através da utilização de protótipos de função em arquivos de cabeçalho (normalmente, em programas escritos na linguagem C, em arquivos com a extensão ".h") é possível especificar interfaces para bibliotecas de software.

### Declarações de classe
Na linguagem C++, os protótipos de função são também utilizados em declarações de classe.